# Aciphylla kirkii
Aciphylla kirkii är en flockblommig växtart som beskrevs av John Buchanan. Aciphylla kirkii ingår i släktet Aciphylla och familjen flockblommiga växter. Inga underarter finns listade i Catalogue of Life.